# Corriente Sindical de Izquierda
Corriente Sindical de Izquierda-Corriente Sindical d'Izquierda (CSI) és un sindicat d'Astúries fundat el 1982 a Gijón per dirigents i sindicalistes provinents fonamentalment de Comissions Obreres arrel de la crisi que va suposar la signatura dels Pactes de la Moncloa.
Es defineix com "sindicat de classe asturià" i compte amb especial representativitat en els sectors naval i metal·lúrgic. Al llarg de la seva trajectòria ha assolit creixent representació en els comitès d'empresa del funcionariat asturià, mitjans de comunicació, i l'ensenyament, entre altres sectors. Edita periòdicament el butlletí Pasal@, centrat en la comunitat educativa de la Universitat d'Oviedo i La fueya informativa (La fulla informativa), òrgan oficial de comunicació del sindicat. Ha tingut un important paper en les reivindicacions laborals dels treballadors dels sectors naval i metal·lúrgic. En 2022 comptava amb uns 214 delegats sindicals a Astúries, molt per sota de comissions obreres i UGT, amb uns 2000 cada un.
Els seus dirigents Cándido González Carnero i Juan Manuel Martínez Morala van ser condemnats a tres anys de presó un delicte de danys ocorregut durant les mobilitzacions de Naval, fets que van ser denunciats per l'ajuntament de Gijón, presidit per la socialista Paz Fernández Felgueroso. Els condemnats van ingressar a la presó el 16 de juny de 2007, després de ser detinguts després de participar en una manifestació en contra de la seva condemna davant la seu de l'Ajuntament de Gijón mentre se celebrava el ple de constitució de la nova corporació municipal.
Ignacio Fuster Iglesias fou reescollit secretari general en el VIII Congres, en abril de 2022, càrrec que ja ocupava des de 2016.